# Кобдо
Ховд, Кобдо, Дунд-Ус — місто у західній Монголії, центр однойменного аймаку, одне з найстаріших міст країни. Населення — 29 тис. мешканців. Розташоване на висоті 1406 м над рівнем моря в долині річки Буянт-Гол, притоки річки Кобдо, на відстані 1425 км від Улан-Батора.

## Назва
Місто має три варіанти назви. Кобдо — побуквена транслітерація зі старомонгольської, Ховд пишеться за нормами кириличної монгольської орфографії. Ще одна назва — Джаргалант. Ця назва широко поширена в Іссик-кульській області Киргизії. Жаргалант монгольською означає «щасливий».

## Історія

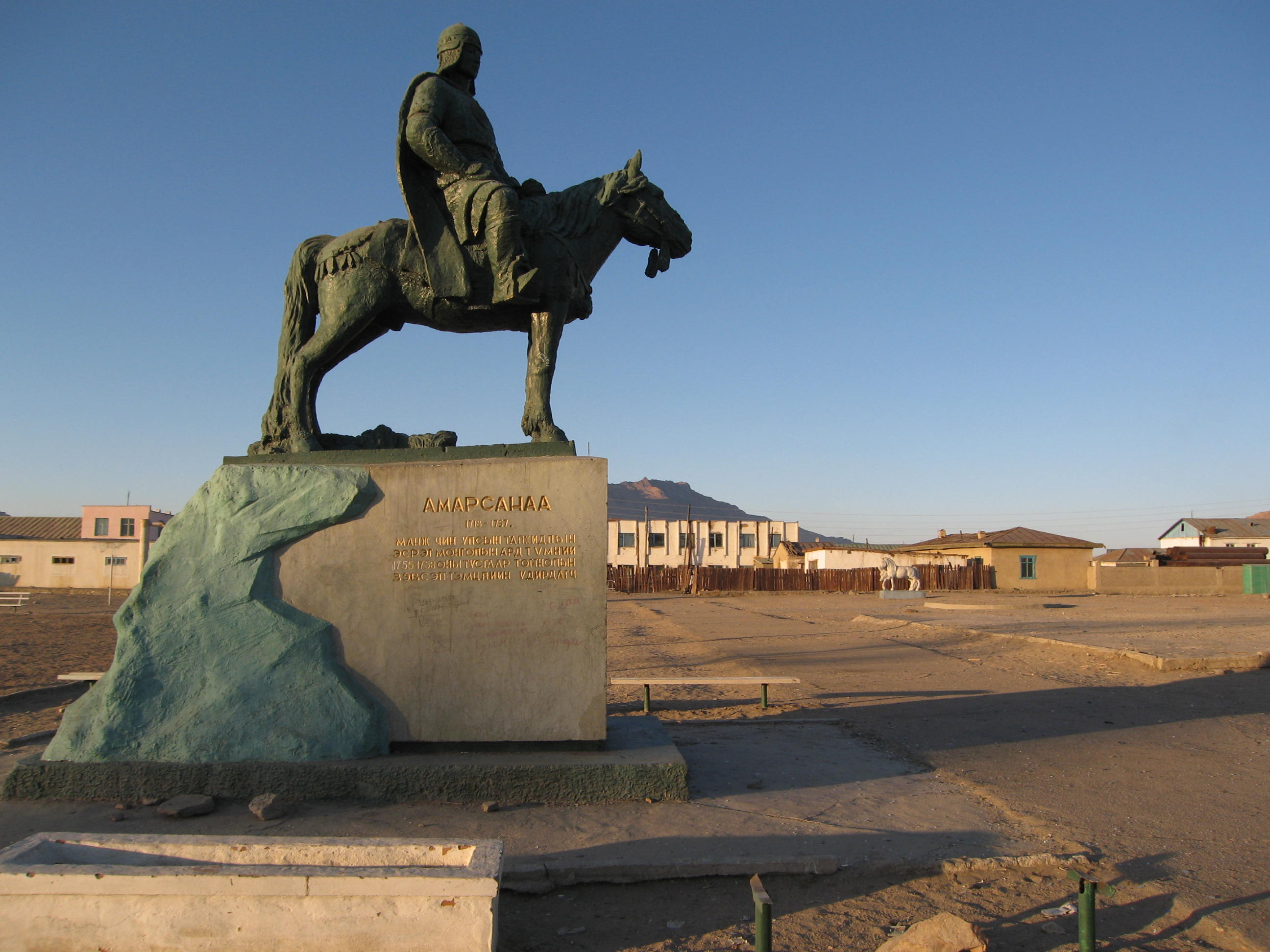
Пам'ятник місцевому герою Амарсанаа в Секретному парку Ховда

Історія міста Кобдо розпочинається у 1685 році коли джунгарський Галдан Бошогту-хан аби протистояти маньчжурській агресії заснував тут свою ставку. Місто виникло на місці фортеці (збереглися лише руїни) у 1731 році. Складався з Сангийт хот («Кам'яного міста») та торговельної слободи на місці якої будується сучасне місто яке забудовується 2-поверховими спорудами. 2 серпня 1912 року у ході визвольної війни монголів оточені у фортеці Кобдо китайці обстріляли будівлю російського консульства у Ховді, внаслідок чого монголи скерували китайському командуванню ультиматум про негайну здачу міста. Оскільки відповіді так і не надійшло, монгольські війська штурмували фортецю та взяли її.

## Економіка
У місті є електростанція, деревообробний завод, друкарня, працює понад 300 промислових підприємств. Аеропорт Кобдо має важливе значення для розвитку туристичного потенціалу регіону.

## Соціальна сфера

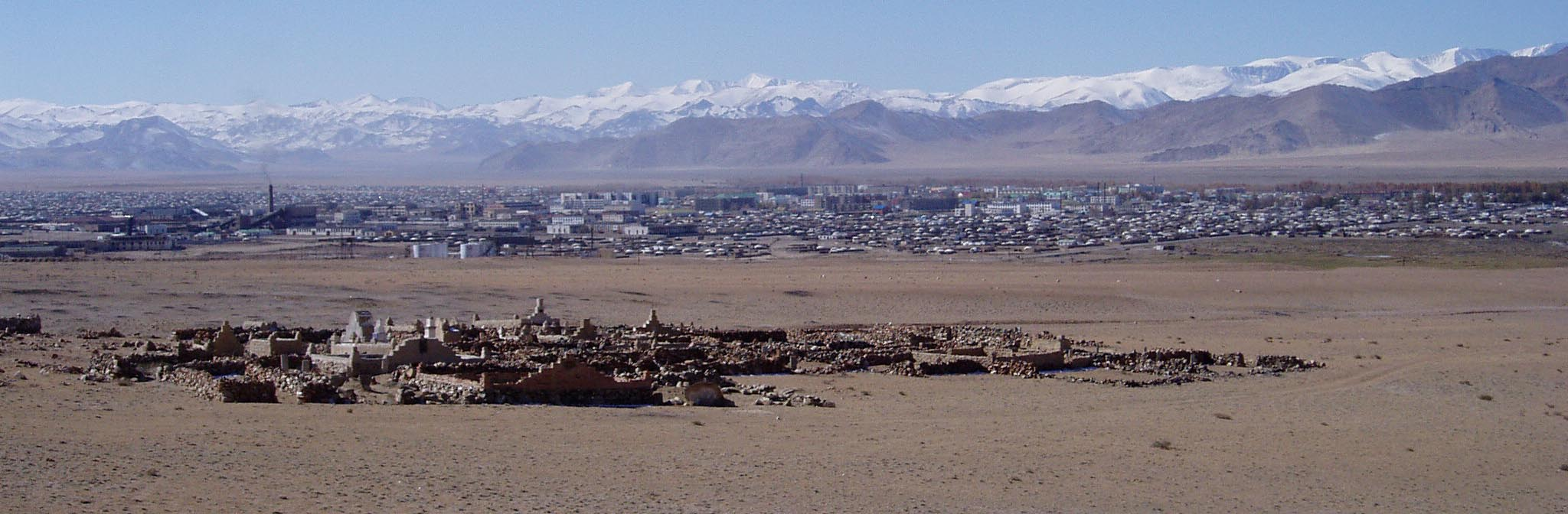
Вигляд на місто з кладовища

У місті розташовано Кобдоський державний університет педагогічний інститут, сільськогосподарський технікум, краєзнавчий музей, театр. У 2001 році засновано лікувально-діагностичний центр Західного регіону.

## Пам'ятки
- Музей Ховда відомий своїми колекціями буддійської та до монгольської епохи, у ньому зберігаються одежа, рукописи, статуї та священні реліквії.
- Сангийн херем (монг. «Казначейська фортеця») — руїни маньчжурської фортеці XIII століття у північній частині міста.
- Храм Шар Сюме (Жовтий храм) збудований у 1770-х роках та зруйнований 1937 року.
- Монастирський комплекс Ганданпунцагчойлон оточений 108 буддистськими ступами. Відкритий у серпні 2010.
- Поруч з містом розташовано Національний парк Хара-Ус-Нур на території якого розташовано озера Хара-Нур, Хара-Ус-Нур та Дурген-Нуур. На цих озерах зимують птахи зі всієї Азії.

## Населення
Станом на 1963 рік населення міста складало 10,6 тисячі мешканців; 26 023 особи за даними перепису 2000 року, 30 479 осіб у 2003 році (за оцінками) та 28 601 особа у 2007 році. У 2010 році населення становило 29 046 осіб.

### Тувинці у Кобдо

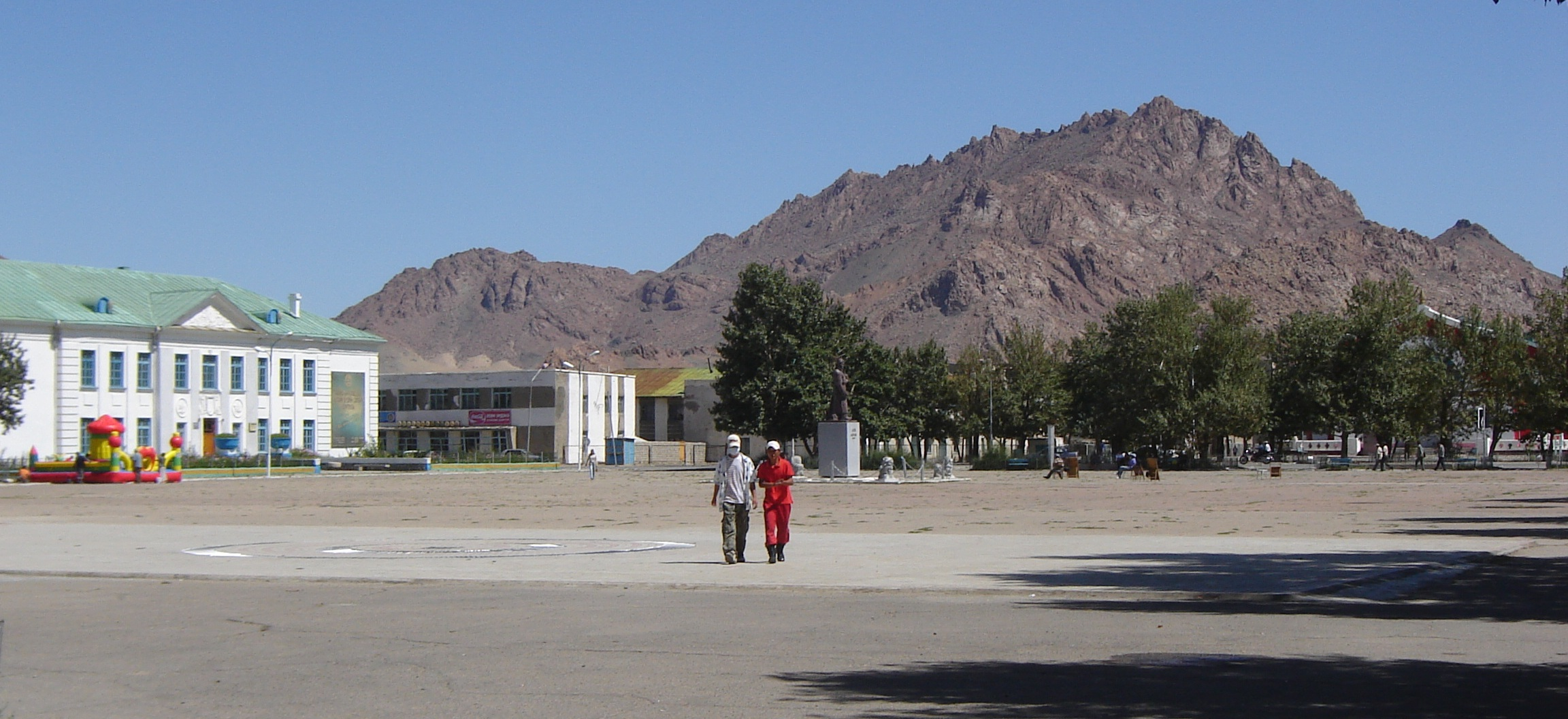
Головна площа Кобдо

У Кобдоській битві 1912 року на стороні монголів також воювали тувинці. До заснування міста у 17 століття на цій території кочували тувинські племена. До ХІХ століття не було чіткої межі між землями тувинців та монголів. У Тувинскому державному університеті (Росія) вивчають особливості тувинської мови у Кобдо.

## Клімат
Максимальна середня температура в Кобдо спостерігається в липні — 25 градусів за Цельсієм, нічна — 12 градусів. Мінімальна середня денна температура фіксується в січні мінус 16 градусів за Цельсієм, нічна — мінус 30. Також у липні у місті випадає найбільше опадів — 35 мм. Водночас у січні — лютому випадає трохи більше 0 мм протягом місяця. Відповідно у липні у місті фіксують в середньому 6 днів протягом яких фіксують опади. Також у червні 10 годин протягом доби у місті є сонячними.
| Клімат                                     | Клімат | Клімат | Клімат | Клімат | Клімат | Клімат | Клімат | Клімат | Клімат | Клімат | Клімат | Клімат | Клімат |
| Показник                                   | Січ.   | Лют.   | Бер.   | Квіт.  | Трав.  | Черв.  | Лип.   | Серп.  | Вер.   | Жовт.  | Лист.  | Груд.  | Рік    |
| Абсолютний максимум, °C                    | 8,7    | 13,6   | 21,7   | 30,7   | 32,0   | 34,2   | 33,4   | 35,6   | 30,0   | 24,7   | 14,4   | 13,3   |        |
| Середній максимум, °C                      | −16,3  | −12    | 0,3    | 11,1   | 19,1   | 23,8   | 24,7   | 23,4   | 17,7   | 9,0    | −2,3   | −12,9  | 7,1    |
| Середня температура, °C                    | −24,3  | −20,2  | −7,4   | 3,9    | 11,9   | 17,1   | 18,6   | 16,7   | 10,6   | 1,5    | −9,7   | −20    | −0,1   |
| Середній мінімум, °C                       | −29,9  | −27,1  | −14,7  | −3,5   | 4,6    | 10,3   | 12,3   | 10,0   | 3,9    | −4,7   | −15,7  | −25,6  | −6,7   |
| Абсолютний мінімум, °C                     | −46,6  | −44,6  | −31,7  | −19,7  | −8,6   | −6,4   | 1,5    | −0,9   | −13,9  | −25,3  | −35,2  | −40,4  |        |
| Середня кількість сонячних годин на місяць | 171,6  | 196,3  | 255,2  | 266,8  | 300,4  | 300,1  | 302,1  | 298,0  | 269,7  | 230,9  | 180,3  | 151,0  |        |
| Норма опадів, мм                           | 1.4    | 0.9    | 2.3    | 5.9    | 9.5    | 26.5   | 35.0   | 22.7   | 10.6   | 4.6    | 1.8    | 1.6    | 122.8  |
| Днів з опадами                             | 0,3    | 0,2    | 0,6    | 1,4    | 2,4    | 3,9    | 6,2    | 4,0    | 1,9    | 0,8    | 0,4    | 0,5    |        |
| ------------------------------------------ | ------ | ------ | ------ | ------ | ------ | ------ | ------ | ------ | ------ | ------ | ------ | ------ | ------ |
| Джерело: NOAA (1961-1990)                  |        |        |        |        |        |        |        |        |        |        |        |        |        |